# 다지증 고양이

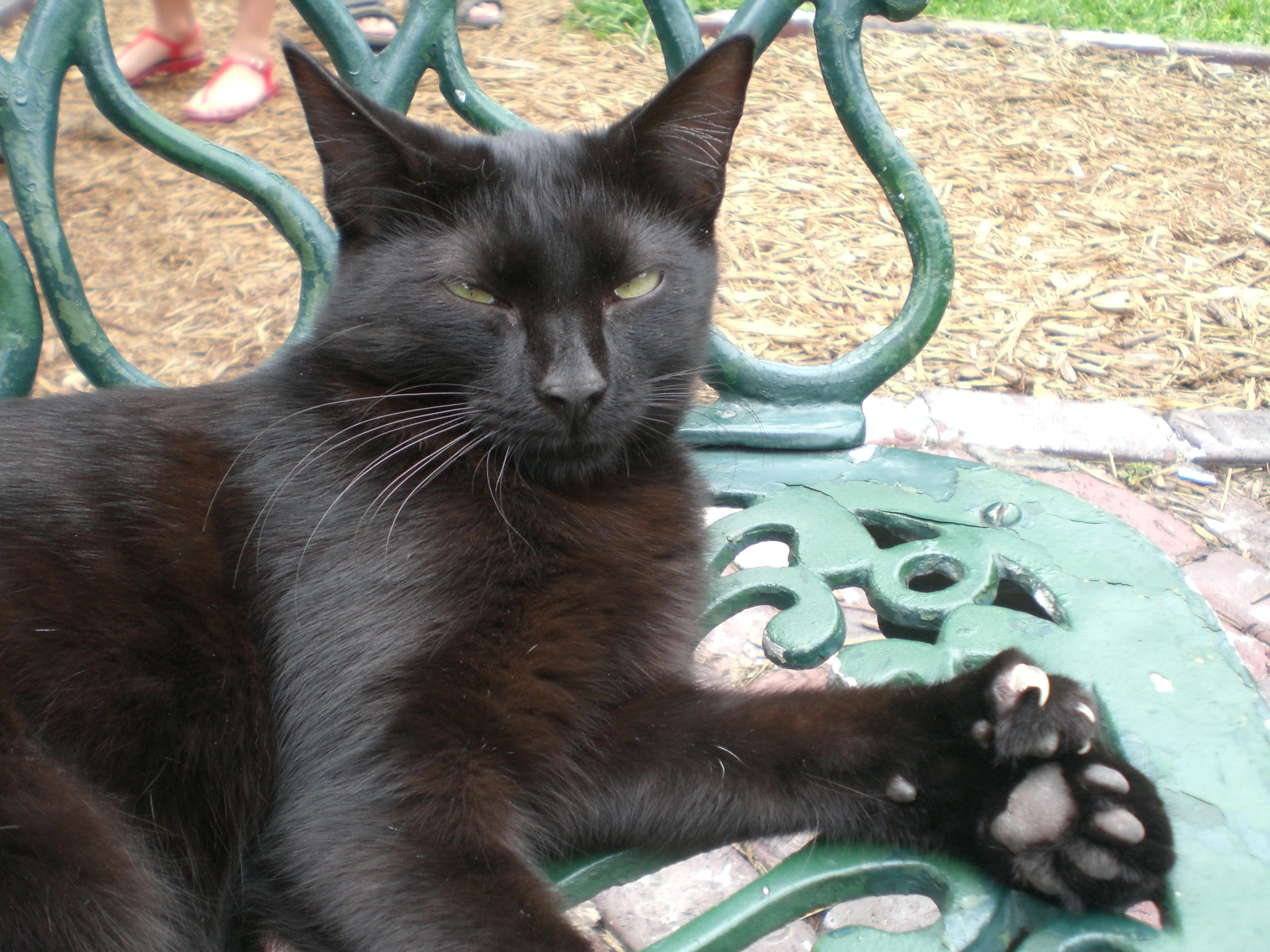
플로리다주 키웨스트의 어니스트 헤밍웨이 박물관에 있는 고양이 중 하나. 이 고양이는 각 발에 7개의 발톱이 있다.

다지증 고양이(영어: polydactyl cat)는 다지증이라는 선천성 장애를 지닌 기형 고양이로, 일반적인 발톱의 수보다 많은 발톱을 가지고 태어난다. 이 유전적 특성을 가진 고양이는 북미 동부 해안과 사우스웨스트잉글랜드와 웨일즈에서 흔히 발견된다.

## 발생

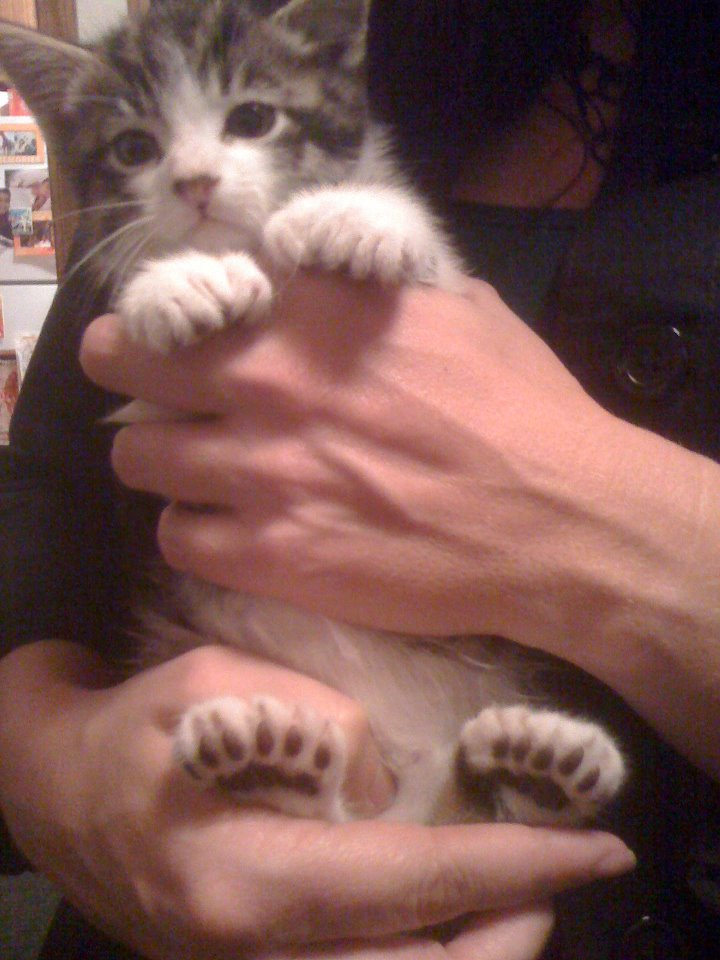
23개의 발톱을 가진 고양이

다지증은 상염색체에서 우성으로 유전되는 선천성 장애이다. 다지증의 일부 경우는 사지에서 소닉 헤지호그 유전자의 발현을 조절하는 유전자인 ZRS의 돌연변이에 의해 발생한다. Shh는 사지 및 숫자를 포함하여 많은 신체 요소의 패턴화와 관련된 중요한 신호 분자이다.
보통 고양이는 총 18개의 발가락을 가지고 있으며, 앞발에는 5개의 발가락이 있고 뒷발에는 4개의 발가락이 있다. 다지증 고양이는 앞발 또는 뒷발에 최대 9개를 가질 수 있다. 기네스 세계 기록에 의하면 캐나다의 다지증 고양이인 Jake와 미국의 다지증 고양이인 Paws는 고양이 중 발톱 수가 가장 많은 것으로 알려졌다. 일반적으로 각 발에 4~7개 발톱의 다양한 조합으로 이루어진다. 다지증은 주로 앞발에서 발견되며, 고양이가 다지증인 뒷발만을 갖는 경우는 드물며, 4개의 발 모두에서 다지증이 나타나는 것은 희귀하다.
고양이 방사형 저형성증 (ex.스퀴튼)은 다지증과 비슷하며 심각한 상태로 간주된다. 방사형 저형성증은 여분의 관절 발가락을 형성 할 수 있지만, 다지증과 일반적으로 관련된 유전자의 경우는 아니다. 따라서 여분의 발가락이 곁발톱인 며느리발톱(dewclaw)처럼 일반 발가락과 분리되어 발생하는 상태를 유발하지 않는다. 정상적인 발가락. 오히려, 방사형 저형성과 관련된 여분의 발가락이 보통의 발가락과 바로 인접하여 고양이에게 지나치게 크고 평평한 발을 준다. 구어적으로는 "패티 발" 또는 "햄버거 발"이라고 한다. 비록 발이 하나 또는 두 개의 여분의 발가락을 갖는 것 외에 "정상적인"것처럼 보이기 때문에 이것이 심각해 보이지 않지만, 장애가 있는 자손을 낳게 될 가능성이 높다.

## 역사
다지증 고양이는 함재묘로 인기가 높았다. 형질이 어디에서 시작되었는가에 관해서는 논란이 있지만 일반적으로 뉴잉글랜드 또는 영국에서 이뤄졌다고 본다. 보스턴, 매사추세츠 등 다양한 항구의 고양이 개체군 중 다지증의 발병률은 처음 거래를 시작한 날짜와 관련이 있다. 이 방법으로 다지증 고양이의 보급에 기여한 선원들은 다지증 고양이를 선상 설치류를 퇴치하는 데에 도움이 되는 사냥 능력으로 높이 평가한 것으로 알려져 있으며, 일부 선원들은 바다에서 행운을 가져다 준다고 생각했다. 유럽에서 다지증 고양이의 희소성은 주술에 대한 미신과 마녀사냥으로 인해 사냥되었기 때문일 수 있다.
DNA에 관한 유전 연구는 동일한 ZRS 영역의 많은 상이한 돌연변이가 모두 다핵 작용을 일으킬 수 있음을 나타낸다.
작가 어니스트 헤밍웨이는 선장에 의해 백설 공주라는 이름의 6개의 발톱이 있는 다지증 고양이를 받았으며, 이들의 애호가로 유명했다. 1961년 헤밍웨이 사후, 키웨스트와 플로리다에 있는 그의 집은 박물관과 그의 고양이의 집이 되었고, 그것은 현재 약 50마리의 고양이(그중 절반이 다지증인)가 살고 있다. 이 동물들에 대한 그의 사랑 때문에 다지증 고양이는 때때로 "헤밍웨이 고양이"로도 불린다.

## 같이 보기
- 함재묘